# Muddy Kill
Muddy Kill ist ein kurzer Zufluss des Wallkill Rivers, der auf seiner ganzen Länge innerhalb der Town of Montgomery im Orange County in New York verläuft.
Er entspringt in einem kleinen unbenannten See etwa 1,7 Kilometer westlich von Walden und fließt zunächst südwestwärts, bevor er eine grob südliche Richtung einschlägt, um sich dann in den Wallkill River zu entleeren. Seine Mündung liegt direkt oberhalb der Village of Montgomery. Der Muddy Kill entwässert die westlich gelegenen, niedrigen Comfort Hills.
Sein Lauf liegt großteils in einem ehemaligen Waldgebiet, das für die gerodet wurde, wobei derzeit einige Flächen brach liegen und nicht mehr landwirtschaftlich genutzt werden. In der Nähe der Mündung durchfließt das Gewässer eine 41 Hektar große Pferdezucht, die inzwischen im Eigentum der Town ist und unterquert dann durch einen Düker die New York State Route 17K.
Der Name ist eine englische Interpretation des Namens Modder Kill, wie das Fließgewässer durch die frühen niederländischen Siedler genannt wurde. Das fruchtbare Land im Tal des Baches zog viele frühen Siedler an. Die Häuser einiger von ihnen stehen noch heute, darunter etwa von Abraham Dickerson, Jacob Bookstaver, Moses Mould und Wilhelm Schmitt. Die Gegend ist gleichermaßen interessant für die Landentwickler, die Immobilien verkaufen möchten, einerseits und für das Open Space Institute andererseits, dessen Absicht ist, die ökologischen Auswirkungen auf das Einzugsgebiet des Wallkill Rivers zu reduzieren. Die Townverwaltung beteiligte sich 2005 an dem dauerhaften Nutzungsrecht der 91 Hektar großen Zylstra Farm, einem der größten Landbesitze am Modder Creek.
Durch das Fehlen signifikanter Waldflächen kann der Wasserlauf bei Starkregen schnell anschwellen. Nach einem Nor’easter im April 2007 stieg das Hochwasser so hoch, dass die State Route 17K westlich von Montgomery für zwei Tage gesperrt werden musste.